# Neuwernsdorfer Wasserteiler

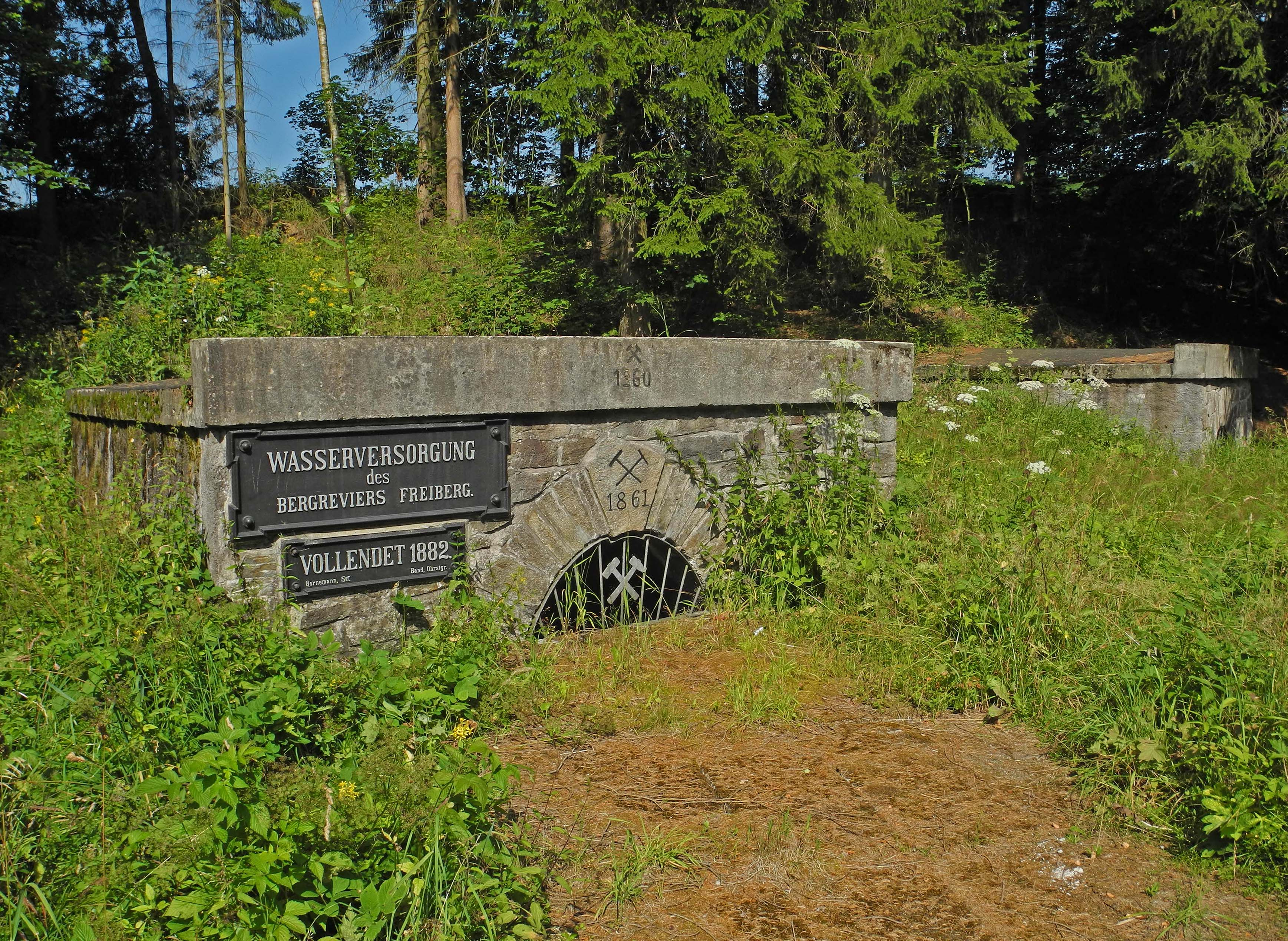
Tafeln vom Neuwernsdorfer Wasserteiler. Sie wurden vor der Flutung der Rauschenbach-Talsperre abgenommen und am oberen Mundloch der Cämmerswalder II. Rösche angebracht, Foto 2009

Der Neuwernsdorfer Wasserteiler (auch Flöha-Wasserteiler) war ein 1882 erbautes Wehr zur regulierten Entnahme von Wasser aus der Flöha, das über die ca. 47 km lange Obere Wasserversorgung der Revierwasserlaufanstalt Freiberg, einem System aus Kunstgräben, Röschen und Kunstteichen, dem Bergbau im Raum Brand-Erbisdorf als Aufschlagwasser zur Verfügung gestellt wurde. Mit der Inbetriebnahme der Talsperre Rauschenbach im Jahre 1968 verschwand er im angestauten Wasser.

## Geschichte
Pläne zur Nutzung der Flöha als zusätzliches Aufschlagwasser für den Freiberger Raum gab es schon im 17. Jahrhundert. Diese wurden ab der 2. Hälfte des 19. Jahrhunderts intensiv vorangetrieben und etwa 1860 das Gebiet der Flöha erreicht. Nach etwa 20 Jahren Rechtsstreitigkeiten mit Anliegern der Flöha (vor allem den wasserintensiven Spinnereien und Sägemühlen) um die Wassernutzungsrechte wurde 1879 ein Vergleich geschlossen, der den Anrainern mindestens 34 m3 Wasser/min garantierte. Damit blieb dem Freiberger Bergbau lediglich die Nutzung von Hochwässern, was aber wegen der zahlreichen Teiche als Stauraum ausreichend war. Nach dem Niedergang des Freiberger Bergbaus zwischen 1899 und 1913 sank seine Bedeutung. Seit 1968 liegt der Neuwernsdorfer Wasserteiler im Stauraum der Rauschenbachtalsperre (50° 42′ 17″ N, 13° 31′ 15″ O).